# Hisanori Shirasawa
Hisanori Shirasawa (白澤 久則 Shirasawa Hisanori?), född 13 december 1964, är en japansk tidigare fotbollsspelare.
I december 1988 blev han uttagen i japans trupp till Asiatiska mästerskapet i fotboll 1988.